# H.225.0
H.225.0は、H.323プロトコルファミリの1つ。
H.225.0の目的は、次のようなメッセージや手順の定義である。
- Call Signaling（呼シグナリング）: H.323の呼の確立、制御、終了。H.225.0の呼制御はISDNの呼確立手順である勧告 Q.931（英語版） に基づいている。
- RAS Signaling Function（RASシグナリング）: 端点とH.323ゲートキーパー（英語版）の間の登録、認可、帯域幅変更、状態、解放の手順。RASシグナリング機能は専用のチャネルを用いる。これらのメッセージを総称してRAS (Registration, Admission, and Status) と呼ぶ。
- また、H225.0 はG.711、H.261、H.263といった比較的古いコーデックに対してRTPを使ったパケット化 (media packetization) を定義している。比較的新しいITU勧告では、パケット化にはRFCを参照している（例えば、H.264をH.323で使う場合のパケット化は、H.241（英語版）で RFC 3984 を参照するよう定義されている）。

H.225メッセージのエンコードは Q.931 のユーザー間情報エレメントを利用する。メッセージ自体は ASN.1 の Packed Encoding Rules (PER) にしたがって符号化される。
Q.931 に従った H.225 の構造を以下の表に示す。
| 8                | 7                | 6                | 5                | 4                    | 3                    | 2                    | 1                    | オクテット |
| プロトコル識別子 | プロトコル識別子 | プロトコル識別子 | プロトコル識別子 | プロトコル識別子     | プロトコル識別子     | プロトコル識別子     | プロトコル識別子     | 1          |
| 0                | 0                | 0                | 0                | 呼参照ビット列の長さ | 呼参照ビット列の長さ | 呼参照ビット列の長さ | 呼参照ビット列の長さ | 2          |
| 呼参照値         | 呼参照値         | 呼参照値         | 呼参照値         | 呼参照値             | 呼参照値             | 呼参照値             | 呼参照値             | 3 (-4)     |
| 0                | メッセージ種別   | メッセージ種別   | メッセージ種別   | メッセージ種別       | メッセージ種別       | メッセージ種別       | メッセージ種別       |            |
| 情報要素         |                  |                  |                  |                      |                      |                      |                      |            |
| H.225構造        |                  |                  |                  |                      |                      |                      |                      |            |